# Tsubasa wo kudasai
Vous pouvez partager vos connaissances en l’améliorant (comment ?) selon les recommandations des projets correspondants.
 (janvier 2011).
Si vous disposez d'ouvrages ou d'articles de référence ou si vous connaissez des sites web de qualité traitant du thème abordé ici, merci de compléter l'article en donnant les références utiles à sa vérifiabilité et en les liant à la section « Notes et références ».
Tsubasa wo kudasai (翼をください) est une chanson écrite par Michio Yamagami (山上路夫) et composée par Kunihiko Murai (ja) (村井邦彦).
La chanson apparait sur le single Takeda no komoriuta (竹田の子守唄) du groupe folk Akaitori (赤い鳥), sorti le 5 février 1971. À l'origine, la chanson a été composée pour le Nemu Popular Festival '70 (合歓ポピュラーフェスティバル'70, nemu popyurâ fesutibaru '70) qui s'est déroulé à Shima en 1970. En septembre 1973, Sumiko Yamagata en sort une reprise sur l'album Anohi no koto ha (あの日のことは).
Plus tard, Shôji Hashimoto de la maison d'édition Kyouiku Geijutsu Sha décide de l'inclure dans un manuel scolaire afin qu'elle soit chantée par des chorales. Elle est devenue, durant la seconde moitié des années 1970, la chanson préférée de nombreux Japonais.
Kaori Kawamura en fait une reprise en 1991.
En novembre 1997, Yamamoto Junko, la chanteuse du groupe Akaitori, sort la chanson en single.
Elle est choisie comme chanson officielle de l'équipe du Japon de football lors de la Coupe du monde de football de 1998.
En 1972, Akaitori a également sorti une version en anglais sous le titre I would give you anything.

## Reprises
De nombreux artistes japonais ont repris cette chanson :
- BABYMETAL
- NUM42
- Sayaka Ichii avec Yūko Nakazawa
- Kazumasa Oda
- Kanon
- Kamifûsen
- Skoop On Somebody
- JELLY→
- Sôjirô
- Duke Aces
- Da kâpo
- Hideaki Tokunaga
- Megumi Hayashibara (présent sur la bande originale d'Evangelion: 2.0 You Can (Not) Advance)
- YUI
- Ayaka Hirahara
- Saki Fukuda
- Veil ∞ Lia & Aoi
- ManaKana
- Mucc
- Shûichi Murakami
- Saori Yuki
- Misato Watanabe
- KAT
- Emiko Shiratori
- Sakurakô K-ON Bu (présent sur la bande originale de K-ON!)
- Sayaka Sasaki (Deuxième générique de fin de Nichijou)
- Toyoguchi Megumi (dans un épisode de DanganRonpa 3 : The End of Kibougamine Gakuen - Zetsubou Hen)

Ainsi que quelques artistes étrangers :
- Susan Boyle
- Jason Kouchak
- Hayley Westenra
- Beckii Cruel